# Julian Rhind-Tutt
Julian Alistair Rhind-Tutt (Londres, Inglaterra; 20 de julio de 1968) es un actor británico, más conocido por interpretar al Dr. Macartney en la serie Green Wing. También ha aparecido en varios otros programas de televisión y películas.

## Primeros años
Rhind-Tutt nació en West Drayton, Londres, el más joven de cinco hermanos. Hay una diferencia de diez años entre él y sus dos hermanos y dos hermanas. Asistió a la Harrow School en Middlesex. Después de la lectura de Inglés y Estudios de Teatro en la Universidad de Warwick, asistió a la "Central School of Speech and Drama", donde ganó en 1992 el premio de Drama Carleton Hobbs de la BBC Radio.

## Carrera
Rhind-Tutt consiguió su primer papel protagonizando al duque de York en La locura del rey Jorge (1994). Esto fue seguido por una sucesión de pequeños papeles en televisión y en películas.
Llegó a ser más conocido a raíz de su papel protagonista en la serie Green Wing y ha tenido un papel importante en la serie de culto estadounidense Keen Eddie como el inspector Monty Pippin. También se lo pudo ver como un duelista en el vídeo de Roots Manuva "Too Cold", y ha aparecido en más de 50 producciones radiofónicas.
En 2008 apareció narrando un cortometraje para el 60.º aniversario de la Declaración Universal de Derechos Humanos. En 2008 también apareció en la serie Merlín como Edwin Muirden, un hechicero vengativo que va a Camelot con la apariencia de un médico para vengar la muerte de sus padres, dos hechiceros que fueron ejecutados.

## Filmografía

### Cine
| Año  | Título                  | Papel                                 |
| ---- | ----------------------- | ------------------------------------- |
| 1993 | Piccolo Grande Amore    | Sin acreditar                         |
| 1994 | La locura del rey Jorge | Duque de York                         |
| 1997 | The Saint               | Joven estudiante                      |
| 1997 | El mañana nunca muere   | Marinero de la fragata HMS Devonshire |
| 1998 | Los miserables          | Bamatabois                            |
| 1998 | The Tribe               | Forester                              |
| 1999 | Notting Hill            | Periodista                            |
| 1999 | The Trench              | Subteniente Ellis Harte               |
| 2001 | Lara Croft: Tomb Raider | Mr. Pimms                             |
| 2002 | Miranda                 | Rod                                   |
| 2003 | To Kill a King          | James                                 |
| 2005 | The River King          | Eric Herman                           |
| 2006 | Rabbit Fever            | Rupert                                |
| 2007 | Stardust                | Quartus                               |
| 2011 | Meant to Be             | Will                                  |

### Televisión
| Año                      | Título                                       | Papel                                   |
| ------------------------ | -------------------------------------------- | --------------------------------------- |
| 1984                     | A Breed of Heroes                            | Teniente Tim Bryant                     |
| 1989                     | The Vacillations of Poppy Carew              | Sean                                    |
| 1989                     | Richard II                                   | Duque de Aumerle                        |
| 1997                     | Reckless                                     | Danny Glassman                          |
| 1997 (1 episodio)        | Dangerfield                                  | Adam                                    |
| 1998                     | Heat of the Sun                              | Superintendente Adjunto James Valentine |
| 1998 (1 episodio)        | An Unsuitable Job for a Woman                | Philip Hampson                          |
| 1998                     | Reckless: The Movie                          | Danny Glassman                          |
| 1999 (3 episodios)       | Let Them Eat Cake                            | Asesor                                  |
| 1999                     | Hippies                                      | Alex Picton-Dinch                       |
| 2000                     | The Wilsons                                  | Colin                                   |
| 2000                     | Hero of the Hour                             | Danny                                   |
| 2000 (1 episodio)        | Smack the Pony                               | Sin acreditar                           |
| 2001                     | Sword of Honour                              | Ian Kilbannock                          |
| 2001 (1 episodio)        | Bei aller Liebe                              | Peter Cobold                            |
| 2001 (2 episodios)       | Clocking Off                                 | Peter Cochrane                          |
| 2001 (1 episodio)        | Absolutely Fabulous                          | Taylor                                  |
| 2004 (1 episodio)        | Black Books                                  | Jason Hamilton                          |
| 2003-2004 (13 episodios) | Keen Eddie                                   | Inspector Monty Pippin                  |
| 2005                     | The Rotter’s Club                            | Nigel Plumb                             |
| 2005                     | E=mc²                                        | Antoine Lavoisier                       |
| 2004–2007                | Green Wing                                   | Dr. 'Mac' Macartney                     |
| 2006                     | The Secret Policeman's Ball 2006             | Dr. 'Mac' Macartney/Reverendo Green     |
| 2007                     | Agatha Christie's Marple                     | Dr. Arthur Calgary                      |
| 2007                     | The Shadow in the North                      | Alistair MacKinnon                      |
| 2007                     | Oliver Twist                                 | Monks                                   |
| 2007                     | Seven Ages of Rock                           | Narrador                                |
| 2008                     | Uncle Max                                    | Conductor                               |
| 2008 (1 episodio)        | Merlín                                       | Edwin Muirden                           |
| 2008                     | Crooked House                                | Noakes                                  |
| 2010                     | Rude Britannia                               | Narrador                                |
| 2010                     | Inside John Lewis                            | Narrador                                |
| 2010                     | Agatha Christie's Poirot: A Hallowe'en Party | Michael Garfield                        |
| 2010                     | Any Human Heart                              | John Vivian                             |
| 2011                     | The Hour                                     | Angus McCain                            |
| 2012                     | Gadget Geeks                                 | Narrador                                |
| 2012                     | The Hour                                     | Angus McCain                            |
| 2013                     | The Lady Vanishes                            | Mr. Todhunter                           |
| 2018-presente            | Britannia                                    | Phelan                                  |
| 2022                     | El hombre contra la abeja                    | Christian                               |